# Нижны-Тварожец
Нижны-Тварожец (словац. Nižný Tvarožec) — село и одноимённая община в округе Бардеёв Прешовского края Словакии. В письменных источниках начинает упоминаться с 1355 года.

## География
Село расположено в северной части края, в долине реки Свержовки, при автодороге 3486. Абсолютная высота — 415 метров над уровнем моря. Площадь муниципалитета составляет 11,16 км².

## Население
| Год:                | 1994 | 2004    | 2014     | 2024    |
| ------------------- | ---- | ------- | -------- | ------- |
| Количество человек: | 460  | 460     | 526      | 570     |
| Разница:            |      | +1,42 % | +14,34 % | +8,36 % |

По данным последней официальной переписи 2011 года, численность населения Нижны-Тварожеца составляла 512 человек.